# Mama Baldé
 (janvier 2020).
Si vous disposez d'ouvrages ou d'articles de référence ou si vous connaissez des sites web de qualité traitant du thème abordé ici, merci de compléter l'article en donnant les références utiles à sa vérifiabilité et en les liant à la section « Notes et références ».
Mama Baldé, né le 6 novembre 1995 à Bissau est un footballeur international bissaoguinéen qui évolue au poste d'attaquant au Stade brestois 29.

## Biographie
Né en Guinée-Bissau, Mama Baldé rejoint le Portugal et la banlieue de Lisbonne où vit son père à l'âge de six ans. C'est alors qu'il connaît ses premiers clubs de football à Algueirão–Mem Martins (en) et Sintra puis est repéré par les grands clubs de la capitale. Bien que le Benfica Lisbonne le recale à cause de sa taille, il s'engage avec le Sporting Portugal.

### Sporting Portugal
Formé au Sporting Portugal, Baldé joue son premier match professionnel avec la réserve  le 11 mai 2014 lors de la dernière journée de deuxième division face à la réserve du SC Braga, entré en jeu à quinze minutes de la fin du match.
En janvier 2015, il est prêté au club de troisième division de Sport Benfica e Castelo Branco. Revenu au Sporting, il marque son premier but en professionnel le 16 septembre 2015 lors d'une victoire deux buts à un de l'équipe réserve face au Leixões SC. Durant la saison 2015-2016, il participe à trente-huit rencontres, son club termine à la dixième place de cette deuxième division.
Durant l'été 2017, Baldé fait l'objet d'un nouveau prêt, au CD Aves tout juste promu en Liga Nos. Il aide le club a se maintenir au première division et à faire l'exploit de remporter la Coupe du Portugal contre le Sporting CP deux buts à un.

### Dijon FCO
Le 1er juillet 2019, il s'engage libre de tout contrat avec le Dijon FCO pour une durée de trois ans. Il joue son premier match avec le club bourguignon le 10 août 2019 en Ligue 1 contre l'AS Saint-Étienne, titulaire avant d'être remplacé à la mi-temps. Le 28 septembre suivant, il marque son premier but et offre une passe décisive lors de la première victoire de la saison du club contre le Stade de Reims ce qui lui vaut d'être élu homme du match. Après deux nouveaux buts face au FC Metz et au Montpellier HSC, Mama Baldé marque son premier doublé en Ligue 1 le 1er février 2020 face au Stade brestois. 
Blessé, il manque les quatre premières journées de Ligue 1 2020-2021, où son équipe s'incline à chaque match. Il fait son retour dans le groupe dijonnais le 27 septembre, lors de la cinquième journée opposant le DFCO au Montpellier HSC en étant titularisé. Le 16 octobre 2020, il est titulaire lors d'un match à domicile opposant la formation dijonnaise, lanterne rouge du championnat, au Stade rennais, leader de Ligue 1 à ce moment-là. Il marque à cette occasion son premier but de la saison pour un match nul un partout. Le 29 novembre suivant, sur la pelouse de l'OGC Nice, Baldé inscrit un doublé et contribue à la première victoire du DFCO cette saison en championnat puis inscrit un nouveau but un mois plus tard pour ce qui est seulement la seconde victoire dijonnaise de la saison face au Nîmes Olympique. Cette victoire permet au Dijon FCO de passer devant son adversaire du soir au classement de Ligue 1 et de quitter la place de lanterne rouge pour la première fois depuis la troisième journée.
Après la relégation du DFCO à l'issue de la saison, il ne rentre plus dans les plans du coach qui le fait entrainer à part, dans un  « loft » avec d'autres joueurs indésirables.

### ESTAC Troyes
Le 31 juillet 2021, il s'engage pour quatre ans chez le promu en Ligue 1, l'ESTAC Troyes. Il marque trois buts en trente matchs lors de sa première saison au club.
La saison suivante commence bien pour Baldé puisqu'il inscrit son premier but lors de la première journée de Ligue 1 face au Montpellier HSC malgrès la défaite trois buts à deux. Le 29 octobre, il inscrit un doublé face au Paris Saint-Germain lors de la courte défaite quatre buts à trois des siens face au champion de France. Au terme d'une saison éprouvante, puisque les Troyens termineront 19e de Ligue 1 et sont donc relégués, Mama Baldé est l'une des rares satisfactions du club puisqu'il termine la saison avec douze buts inscrits et trois passes décisives délivrées en trente-quatre matchs.

### Olympique lyonnais
Le 30 août 2023, il signe en prêt d'une saison avec une option d'achat de 8 millions d'euros à l'OL. Il marque le but du deux zéro face au FC Lorient lors de la 25e journée de la saison 2023-2024 de Ligue 1. Auteur de plusieurs belles rentrées, il s'illustre notamment à la 32e journée, où il signe une passe décisive et le but de la victoire face au Lille OSC.

### Stade Brestois 29
Le 31 août 2024, il signe un contrat de trois ans au stade Brestois 29 pour un montant estimé à 4,5 M€ hors bonus.
il participe avec le club à une épopée historique en ligue des champions où le club est présent pour la première fois mais s'offre quatre victoires et un nul lors des six premiers matchs de poule. 

### En sélection
Baldé connait sa première sélection avec la Guinée-Bissau le 25 juin 2019 face au Cameroun (défaite 2-0). Mama Baldé dispute sa première compétition internationale lors de la Coupe d'Afrique des nations 2019 en Égypte. Deux ans plus tard, il est de nouveau convoqué pour participer à la Coupe d'Afrique des nations 2021 au Cameroun. En décembre 2023, il est retenu dans la liste des vingt-cinq joueurs bissaoguinéens sélectionnés par Baciro Candé pour disputer la Coupe d'Afrique des nations 2023.

## Statistiques
| Saison                | Club                  | Championnat           | Championnat | Championnat | Championnat | Coupe(s) nationale(s) | Coupe(s) nationale(s) | Coupe(s) nationale(s) | Compétition(s) continentale(s) | Compétition(s) continentale(s) | Compétition(s) continentale(s) | Compétition(s) continentale(s) | Total | Total | Total |
| Saison                | Club                  | Division              | M.          | B.          | P.d.        | M.                    | B.                    | P.d.                  | Comp.                          | M.                             | B.                             | P.d.                           | M.    | B.    | P.d.  |
| 2013-2014             | Sporting CP B         | Segunda Liga          | 1           | 0           | 0           | -                     | -                     | -                     | -                              | -                              | -                              | -                              | 1     | 0     | 0     |
| 2014-2015             | Sporting CP B         | Segunda Liga          | 2           | 0           | 0           | -                     | -                     | -                     | -                              | -                              | -                              | -                              | 2     | 0     | 0     |
| 2015-2016             | Sporting CP B         | Segunda Liga          | 38          | 1           | 0           | -                     | -                     | -                     | -                              | -                              | -                              | -                              | 38    | 1     | 0     |
| 2016-2017             | Sporting CP B         | Segunda Liga          | 17          | 0           | 0           | -                     | -                     | -                     | -                              | -                              | -                              | -                              | 17    | 0     | 0     |
| Sous-total            | Sous-total            | Sous-total            | 58          | 1           | 0           | -                     | -                     | -                     | -                              | -                              | -                              | -                              | 58    | 1     | 0     |
| 2017-2018             | CD Aves               | Primeira Liga         | 13          | 3           | 1           | 4                     | 0                     | 0                     | -                              | -                              | -                              | -                              | 17    | 3     | 1     |
| 2018-2019             | CD Aves               | Primeira Liga         | 28          | 8           | 1           | 7                     | 2                     | 1                     | -                              | -                              | -                              | -                              | 35    | 10    | 2     |
| Sous-total            | Sous-total            | Sous-total            | 41          | 11          | 2           | 11                    | 2                     | 1                     | -                              | -                              | -                              | -                              | 52    | 13    | 3     |
| 2019-2020             | Dijon FCO             | Ligue 1               | 24          | 6           | 2           | 4                     | 0                     | 0                     | -                              | -                              | -                              | -                              | 28    | 6     | 2     |
| 2020-2021             | Dijon FCO             | Ligue 1               | 29          | 7           | 0           | -                     | -                     | -                     | -                              | -                              | -                              | -                              | 29    | 7     | 0     |
| Sous-total            | Sous-total            | Sous-total            | 53          | 13          | 2           | 4                     | 0                     | 0                     | -                              | -                              | -                              | -                              | 57    | 13    | 2     |
| 2021-2022             | ESTAC Troyes          | Ligue 1               | 30          | 3           | 2           | -                     | -                     | -                     | -                              | -                              | -                              | -                              | 30    | 3     | 2     |
| 2022-2023             | ESTAC Troyes          | Ligue 1               | 34          | 12          | 4           | 1                     | 0                     | 0                     | -                              | -                              | -                              | -                              | 35    | 12    | 4     |
| Sous-total            | Sous-total            | Sous-total            | 64          | 15          | 6           | 1                     | 0                     | 0                     | -                              | -                              | -                              | -                              | 65    | 15    | 6     |
| 2023-2024             | Olympique lyonnais    | Ligue 1               | 20          | 2           | 3           | 3                     | 0                     | 0                     | -                              | -                              | -                              | -                              | 23    | 2     | 3     |
| 2024-2025             | Olympique lyonnais    | Ligue 1               | 2           | 0           | 0           | -                     | -                     | -                     | C3                             | -                              | -                              | -                              | 2     | 0     | 0     |
| Sous-total            | Sous-total            | Sous-total            | 22          | 2           | 3           | 3                     | 0                     | 0                     | -                              | -                              | -                              | -                              | 25    | 2     | 3     |
| 2024-2025             | Stade brestois 29     | Ligue 1               | 27          | 2           | 0           | 4                     | 0                     | 0                     | C1                             | 9                              | 0                              | 0                              | 40    | 2     | 0     |
| 2025-2026             | Stade brestois 29     | Ligue 1               | 1           | 0           | 0           | -                     | -                     | -                     | -                              | -                              | -                              | -                              | 1     | 0     | 0     |
| Sous-total            | Sous-total            | Sous-total            | 28          | 2           | 0           | 4                     | 0                     | 0                     | -                              | 9                              | 0                              | 0                              | 41    | 2     | 0     |
| Total sur la carrière | Total sur la carrière | Total sur la carrière | 266         | 44          | 13          | 23                    | 2                     | 1                     | -                              | 9                              | 0                              | 0                              | 298   | 46    | 14    |

### En sélection nationale
| Saison                | Sélection             | Phases finales        | Phases finales | Phases finales | Phases finales | Éliminatoires | Éliminatoires | Éliminatoires | Matchs amicaux | Matchs amicaux | Matchs amicaux | Total | Total | Total |
| Saison                | Sélection             | Compétition           | M              | B              | Pd             | M             | B             | Pd            | M              | B              | Pd             | M     | B     | Pd    |
| --------------------- | --------------------- | --------------------- | -------------- | -------------- | -------------- | ------------- | ------------- | ------------- | -------------- | -------------- | -------------- | ----- | ----- | ----- |
| 2018-2019             | Guinée-Bissau         | CAN 2019              | 3              | 0              | 0              | -             | -             | -             | -              | -              | -              | 3     | 0     | 0     |
| 2019-2020             | Guinée-Bissau         | -                     | -              | -              | -              | 3             | 0             | 0             | -              | -              | -              | 3     | 0     | 0     |
| 2020-2021             | Guinée-Bissau         | -                     | -              | -              | -              | 2             | 0             | 0             | 1              | 0              | 0              | 3     | 0     | 0     |
| 2021-2022             | Guinée-Bissau         | CAN 2021              | 3              | 0              | 0              | 4             | 1             | 0             | -              | -              | -              | 7     | 1     | 0     |
| 2022-2023             | Guinée-Bissau         | -                     | -              | -              | -              | 3             | 1             | 0             | -              | -              | -              | 3     | 1     | 0     |
| 2023-2024             | Guinée-Bissau         | CAN 2023              | 2              | 0              | 0              | 4             | 2             | 0             | -              | -              | -              | 6     | 2     | 0     |
| 2024-2025             | Guinée-Bissau         | -                     | -              | -              | -              | 6             | 1             | 0             | -              | -              | -              | 6     | 1     | 0     |
| Total sur la carrière | Total sur la carrière | Total sur la carrière | 8              | 0              | 0              | 22            | 5             | 0             | 1              | 0              | 0              | 31    | 5     | 0     |

## Palmarès
Il remporte la Coupe du Portugal en 2018 avec le CD Aves.